# Hankiss Ágnes
Hankiss Ágnes (született Erdős Ágnes, Budapest, 1950. március 7. – Budapest, 2021. augusztus 17.) magyar szociálpszichológus, politikus, a Fidesz európai parlamenti képviselője.

## Családja
Édesanyja Köves Erzsébet, aki a Nagy Imre-perben érintett Losonczy Géza titkárnőjeként került száműzetésbe, az akkor hatéves Ágnes kislányával, a romániai Snagovba (az ún snagovi gyerekek egyikeként). Később sokáig a Rakéta Regényújság szerkesztőjeként dolgozott. Édesapja Erdős Péter újságíró, popmenedzser, akit zsidó származása miatt 1944-ben Borba, majd a buchenwaldi koncentrációs táborba deportáltak, ahonnan épségben hazatért.
Első férje, Hankiss Elemér után vette fel a Hankiss vezetéknevet. Második férje, Vitézy László filmrendező; közös gyermekük Vitézy Dávid, a VEKE alapítója és egykori szóvivője, 2011–2014 között a Budapesti Közlekedési Központ vezérigazgatója, később kormánymegbízott és államtitkár.

## Pályafutása
Az ELTE Bölcsészettudományi Karán szerzett klinikai pszichológia diplomát. Később a társadalomlélektan területén bölcsészdoktori címet szerzett.
1974–1985 között az ELTE Állam- és Jogtudományi Karán volt a társadalomlélektan  megbízott előadója. Ezután szabadfoglalkozású íróként dolgozott.
Politikai tevékenységét 1990–1994 között a Fővárosi Önkormányzat Fidesz-frakciójában kezdte. Ezután 1998-ig a Fidesz parlamenti frakcióvezetőjének tanácsadója volt. 1995-től 2009-ig ő volt a Magyar Polgári Együttműködés Egyesület egyik alelnöke, 1996-tól 2008-ig a Magyar Rádió Közalapítvány kuratóriumi elnökségének fideszes delegáltja. 2000-től 2003-ig a Károlyi Palota Kulturális Központ főigazgatójaként dolgozott.
2003-ban lett a Hamvas Béla Kultúrakutató Intézet igazgatója, 2008-ban a Duna Televízió kuratóriumának elnökségi tagja.
2009 és 2014 között a Fidesz európai parlamenti képviselője volt.
2016-tól a Nemzeti Közszolgálati Egyetem címzetes docense és a Terrorelhárítási Tanszék megbízott vezetője. 2019 decemberétől haláláig volt a Nemzeti Média- és Hírközlési Hatóság Médiatanácsának tagja.

## Családfa
|                                                   |                                                   | Erdős Péter (1925–1990) menedzser, „popcézár”     | Erdős Péter (1925–1990) menedzser, „popcézár”     | Erdős Péter (1925–1990) menedzser, „popcézár”     | Erdős Péter (1925–1990) menedzser, „popcézár”     | Erdős Péter (1925–1990) menedzser, „popcézár” | Erdős Péter (1925–1990) menedzser, „popcézár” |                                                                 |                                                                 |                                                                 |                                                                 |                                                                 |                                                                 | Köves Erzsébet Losonczy Géza egykori titkárnője              | Köves Erzsébet Losonczy Géza egykori titkárnője              | Köves Erzsébet Losonczy Géza egykori titkárnője              | Köves Erzsébet Losonczy Géza egykori titkárnője              | Köves Erzsébet Losonczy Géza egykori titkárnője              | Köves Erzsébet Losonczy Géza egykori titkárnője              |                                       |                                       |                                       |                                       |                                       |                                       |                                                                                               |                                                                                               |                                                                                               |                                                                                               |                                                                                               |                                                                                               |                           |                           |                                                 |                                                 |                                                   |                                                   |                                                   |                                                   |                                                   |                                                   |                               |                               |                                            |                                            |                                            |                                            |                                            |                                            |                                            |                                            |                                            |                                            |                               |                               |                               |                               |
|                                                   |                                                   | Erdős Péter (1925–1990) menedzser, „popcézár”     | Erdős Péter (1925–1990) menedzser, „popcézár”     | Erdős Péter (1925–1990) menedzser, „popcézár”     | Erdős Péter (1925–1990) menedzser, „popcézár”     | Erdős Péter (1925–1990) menedzser, „popcézár” | Erdős Péter (1925–1990) menedzser, „popcézár” |                                                                 |                                                                 |                                                                 |                                                                 |                                                                 |                                                                 | Köves Erzsébet Losonczy Géza egykori titkárnője              | Köves Erzsébet Losonczy Géza egykori titkárnője              | Köves Erzsébet Losonczy Géza egykori titkárnője              | Köves Erzsébet Losonczy Géza egykori titkárnője              | Köves Erzsébet Losonczy Géza egykori titkárnője              | Köves Erzsébet Losonczy Géza egykori titkárnője              |                                       |                                       |                                       |                                       |                                       |                                       |                                                                                               |                                                                                               |                                                                                               |                                                                                               |                                                                                               |                                                                                               |                           |                           |                                                 |                                                 |                                                   |                                                   |                                                   |                                                   |                                                   |                                                   |                               |                               |                                            |                                            |                                            |                                            |                                            |                                            |                                            |                                            |                                            |                                            |                               |                               |                               |                               |
|                                                   |                                                   |                                                   |                                                   |                                                   |                                                   |                                               |                                               |                                                                 |                                                                 |                                                                 |                                                                 |                                                                 |                                                                 |                                                              |                                                              |                                                              |                                                              |                                                              |                                                              |                                       |                                       |                                       |                                       |                                       |                                       | Vitézy Tamás (*1947) vállalkozó, üzletember                                                   |                                                                                               |                                                                                               |                                                                                               |                                                                                               |                                                                                               |                           |                           |                                                 |                                                 |                                                   |                                                   |                                                   |                                                   |                                                   |                                                   |                               |                               |                                            |                                            |                                            |                                            |                                            |                                            |                                            |                                            |                                            |                                            |                               |                               |                               |                               |
|                                                   |                                                   |                                                   |                                                   |                                                   |                                                   |                                               |                                               |                                                                 |                                                                 |                                                                 |                                                                 |                                                                 |                                                                 |                                                              |                                                              |                                                              |                                                              |                                                              |                                                              |                                       |                                       |                                       |                                       |                                       |                                       |                                                                                               |                                                                                               |                                                                                               |                                                                                               |                                                                                               |                                                                                               |                           |                           |                                                 |                                                 |                                                   |                                                   |                                                   |                                                   |                                                   |                                                   |                               |                               |                                            |                                            |                                            |                                            |                                            |                                            |                                            |                                            |                                            |                                            |                               |                               |                               |                               |
|                                                   |                                                   |                                                   |                                                   |                                                   |                                                   |                                               |                                               |                                                                 |                                                                 |                                                                 |                                                                 |                                                                 |                                                                 |                                                              |                                                              |                                                              |                                                              |                                                              |                                                              |                                       |                                       |                                       |                                       |                                       |                                       | Vitézy Rita                                                                                   | Vitézy Rita                                                                                   | Vitézy Rita                                                                                   | Vitézy Rita                                                                                   | Vitézy Rita                                                                                   | Vitézy Rita                                                                                   |                           |                           | Crespo Rodrigo (*1973) színész, színházigazgató | Crespo Rodrigo (*1973) színész, színházigazgató | Crespo Rodrigo (*1973) színész, színházigazgató   | Crespo Rodrigo (*1973) színész, színházigazgató   | Crespo Rodrigo (*1973) színész, színházigazgató   | Crespo Rodrigo (*1973) színész, színházigazgató   |                                                   |                                                   |                               |                               |                                            |                                            |                                            |                                            |                                            |                                            |                                            |                                            |                                            |                                            |                               |                               |                               |                               |
|                                                   |                                                   |                                                   |                                                   |                                                   |                                                   |                                               |                                               |                                                                 |                                                                 |                                                                 |                                                                 |                                                                 |                                                                 |                                                              |                                                              |                                                              |                                                              |                                                              |                                                              |                                       |                                       |                                       |                                       |                                       |                                       | Vitézy Rita                                                                                   | Vitézy Rita                                                                                   | Vitézy Rita                                                                                   | Vitézy Rita                                                                                   | Vitézy Rita                                                                                   | Vitézy Rita                                                                                   |                           |                           | Crespo Rodrigo (*1973) színész, színházigazgató | Crespo Rodrigo (*1973) színész, színházigazgató | Crespo Rodrigo (*1973) színész, színházigazgató   | Crespo Rodrigo (*1973) színész, színházigazgató   | Crespo Rodrigo (*1973) színész, színházigazgató   | Crespo Rodrigo (*1973) színész, színházigazgató   |                                                   |                                                   |                               |                               |                                            |                                            |                                            |                                            |                                            |                                            |                                            |                                            |                                            |                                            |                               |                               |                               |                               |
|                                                   |                                                   |                                                   |                                                   |                                                   |                                                   |                                               |                                               |                                                                 |                                                                 |                                                                 |                                                                 |                                                                 |                                                                 |                                                              |                                                              |                                                              |                                                              |                                                              |                                                              |                                       |                                       |                                       |                                       |                                       |                                       |                                                                                               |                                                                                               |                                                                                               |                                                                                               |                                                                                               |                                                                                               |                           |                           |                                                 |                                                 |                                                   |                                                   |                                                   |                                                   |                                                   |                                                   |                               |                               |                                            |                                            |                                            |                                            |                                            |                                            |                                            |                                            |                                            |                                            |                               |                               |                               |                               |
|                                                   |                                                   |                                                   |                                                   |                                                   |                                                   |                                               |                                               |                                                                 |                                                                 |                                                                 |                                                                 |                                                                 |                                                                 |                                                              |                                                              |                                                              |                                                              |                                                              |                                                              |                                       |                                       |                                       |                                       |                                       |                                       |                                                                                               |                                                                                               |                                                                                               |                                                                                               |                                                                                               |                                                                                               |                           |                           |                                                 |                                                 |                                                   |                                                   |                                                   |                                                   |                                                   |                                                   |                               |                               |                                            |                                            |                                            |                                            |                                            |                                            |                                            |                                            |                                            |                                            |                               |                               |                               |                               |
| Hankiss Elemér (1928–2015) szociológus, filozófus | Hankiss Elemér (1928–2015) szociológus, filozófus | Hankiss Elemér (1928–2015) szociológus, filozófus | Hankiss Elemér (1928–2015) szociológus, filozófus | Hankiss Elemér (1928–2015) szociológus, filozófus | Hankiss Elemér (1928–2015) szociológus, filozófus |                                               |                                               | Hankiss Ágnes szül: Erdős Ágnes (1950–2021) Fidesz EP-képviselő | Hankiss Ágnes szül: Erdős Ágnes (1950–2021) Fidesz EP-képviselő | Hankiss Ágnes szül: Erdős Ágnes (1950–2021) Fidesz EP-képviselő | Hankiss Ágnes szül: Erdős Ágnes (1950–2021) Fidesz EP-képviselő | Hankiss Ágnes szül: Erdős Ágnes (1950–2021) Fidesz EP-képviselő | Hankiss Ágnes szül: Erdős Ágnes (1950–2021) Fidesz EP-képviselő |                                                              |                                                              |                                                              |                                                              |                                                              |                                                              | Vitézy László (1940–2024) filmrendező | Vitézy László (1940–2024) filmrendező | Vitézy László (1940–2024) filmrendező | Vitézy László (1940–2024) filmrendező | Vitézy László (1940–2024) filmrendező | Vitézy László (1940–2024) filmrendező |                                                                                               |                                                                                               |                                                                                               |                                                                                               |                                                                                               |                                                                                               | Sípos Katalin szociológus | Sípos Katalin szociológus | Sípos Katalin szociológus                       | Sípos Katalin szociológus                       | Sípos Katalin szociológus                         | Sípos Katalin szociológus                         |                                                   |                                                   | Sípos Erzsébet gyógypedagógus                     | Sípos Erzsébet gyógypedagógus                     | Sípos Erzsébet gyógypedagógus | Sípos Erzsébet gyógypedagógus | Sípos Erzsébet gyógypedagógus              | Sípos Erzsébet gyógypedagógus              |                                            |                                            | Orbán Győző (*1940) üzemmérnök, vállalkozó | Orbán Győző (*1940) üzemmérnök, vállalkozó | Orbán Győző (*1940) üzemmérnök, vállalkozó | Orbán Győző (*1940) üzemmérnök, vállalkozó | Orbán Győző (*1940) üzemmérnök, vállalkozó | Orbán Győző (*1940) üzemmérnök, vállalkozó |                               |                               |                               |                               |
| Hankiss Elemér (1928–2015) szociológus, filozófus | Hankiss Elemér (1928–2015) szociológus, filozófus | Hankiss Elemér (1928–2015) szociológus, filozófus | Hankiss Elemér (1928–2015) szociológus, filozófus | Hankiss Elemér (1928–2015) szociológus, filozófus | Hankiss Elemér (1928–2015) szociológus, filozófus |                                               |                                               | Hankiss Ágnes szül: Erdős Ágnes (1950–2021) Fidesz EP-képviselő | Hankiss Ágnes szül: Erdős Ágnes (1950–2021) Fidesz EP-képviselő | Hankiss Ágnes szül: Erdős Ágnes (1950–2021) Fidesz EP-képviselő | Hankiss Ágnes szül: Erdős Ágnes (1950–2021) Fidesz EP-képviselő | Hankiss Ágnes szül: Erdős Ágnes (1950–2021) Fidesz EP-képviselő | Hankiss Ágnes szül: Erdős Ágnes (1950–2021) Fidesz EP-képviselő |                                                              |                                                              |                                                              |                                                              |                                                              |                                                              | Vitézy László (1940–2024) filmrendező | Vitézy László (1940–2024) filmrendező | Vitézy László (1940–2024) filmrendező | Vitézy László (1940–2024) filmrendező | Vitézy László (1940–2024) filmrendező | Vitézy László (1940–2024) filmrendező |                                                                                               |                                                                                               |                                                                                               |                                                                                               |                                                                                               |                                                                                               | Sípos Katalin szociológus | Sípos Katalin szociológus | Sípos Katalin szociológus                       | Sípos Katalin szociológus                       | Sípos Katalin szociológus                         | Sípos Katalin szociológus                         |                                                   |                                                   | Sípos Erzsébet gyógypedagógus                     | Sípos Erzsébet gyógypedagógus                     | Sípos Erzsébet gyógypedagógus | Sípos Erzsébet gyógypedagógus | Sípos Erzsébet gyógypedagógus              | Sípos Erzsébet gyógypedagógus              |                                            |                                            | Orbán Győző (*1940) üzemmérnök, vállalkozó | Orbán Győző (*1940) üzemmérnök, vállalkozó | Orbán Győző (*1940) üzemmérnök, vállalkozó | Orbán Győző (*1940) üzemmérnök, vállalkozó | Orbán Győző (*1940) üzemmérnök, vállalkozó | Orbán Győző (*1940) üzemmérnök, vállalkozó |                               |                               |                               |                               |
|                                                   |                                                   |                                                   |                                                   |                                                   |                                                   |                                               |                                               |                                                                 |                                                                 |                                                                 |                                                                 |                                                                 |                                                                 |                                                              |                                                              |                                                              |                                                              |                                                              |                                                              |                                       |                                       |                                       |                                       |                                       |                                       |                                                                                               |                                                                                               |                                                                                               |                                                                                               |                                                                                               |                                                                                               |                           |                           |                                                 |                                                 |                                                   |                                                   |                                                   |                                                   |                                                   |                                                   |                               |                               |                                            |                                            |                                            |                                            |                                            |                                            |                                            |                                            |                                            |                                            |                               |                               |                               |                               |
|                                                   |                                                   |                                                   |                                                   |                                                   |                                                   |                                               |                                               |                                                                 |                                                                 |                                                                 |                                                                 |                                                                 |                                                                 |                                                              |                                                              |                                                              |                                                              |                                                              |                                                              |                                       |                                       |                                       |                                       |                                       |                                       |                                                                                               |                                                                                               |                                                                                               |                                                                                               |                                                                                               |                                                                                               |                           |                           |                                                 |                                                 |                                                   |                                                   |                                                   |                                                   |                                                   |                                                   |                               |                               |                                            |                                            |                                            |                                            |                                            |                                            |                                            |                                            |                                            |                                            |                               |                               |                               |                               |
|                                                   |                                                   |                                                   |                                                   |                                                   |                                                   |                                               |                                               |                                                                 |                                                                 |                                                                 |                                                                 |                                                                 |                                                                 | Vitézy Dávid (*1985) korábbi BKK igazgató, miniszteri biztos | Vitézy Dávid (*1985) korábbi BKK igazgató, miniszteri biztos | Vitézy Dávid (*1985) korábbi BKK igazgató, miniszteri biztos | Vitézy Dávid (*1985) korábbi BKK igazgató, miniszteri biztos | Vitézy Dávid (*1985) korábbi BKK igazgató, miniszteri biztos | Vitézy Dávid (*1985) korábbi BKK igazgató, miniszteri biztos |                                       |                                       |                                       |                                       |                                       |                                       | Vitézy Zsófia (*1967) újságíró, dokumentumfilm-rendező, a Brüsszeli Magyar Intézet igazgatója | Vitézy Zsófia (*1967) újságíró, dokumentumfilm-rendező, a Brüsszeli Magyar Intézet igazgatója | Vitézy Zsófia (*1967) újságíró, dokumentumfilm-rendező, a Brüsszeli Magyar Intézet igazgatója | Vitézy Zsófia (*1967) újságíró, dokumentumfilm-rendező, a Brüsszeli Magyar Intézet igazgatója | Vitézy Zsófia (*1967) újságíró, dokumentumfilm-rendező, a Brüsszeli Magyar Intézet igazgatója | Vitézy Zsófia (*1967) újságíró, dokumentumfilm-rendező, a Brüsszeli Magyar Intézet igazgatója |                           |                           |                                                 |                                                 | Orbán Viktor (*1963) Fidesz-elnök, miniszterelnök | Orbán Viktor (*1963) Fidesz-elnök, miniszterelnök | Orbán Viktor (*1963) Fidesz-elnök, miniszterelnök | Orbán Viktor (*1963) Fidesz-elnök, miniszterelnök | Orbán Viktor (*1963) Fidesz-elnök, miniszterelnök | Orbán Viktor (*1963) Fidesz-elnök, miniszterelnök |                               |                               | Ifj. Orbán Győző (*1965) mérnök-közgazdász | Ifj. Orbán Győző (*1965) mérnök-közgazdász | Ifj. Orbán Győző (*1965) mérnök-közgazdász | Ifj. Orbán Győző (*1965) mérnök-közgazdász | Ifj. Orbán Győző (*1965) mérnök-közgazdász | Ifj. Orbán Győző (*1965) mérnök-közgazdász |                                            |                                            | Orbán Áron (*1977) vállalkozó              | Orbán Áron (*1977) vállalkozó              | Orbán Áron (*1977) vállalkozó | Orbán Áron (*1977) vállalkozó | Orbán Áron (*1977) vállalkozó | Orbán Áron (*1977) vállalkozó |

## Könyvei
- Kötéltánc. A társadalmi azonosságtudat válsága, Magvető Könyvkiadó, Budapest, 1984, ISBN 9631402207
- Érzékeny búcsú a fejedelemtől, Magvető Könyvkiadó (Rakéta Regénytár), Budapest, 1985
- A lélek térképe. Scientia Profana, Pátria könyvek, 1992
- A Hungarian romance. A novel (Széphistória); angolra ford. és bev. Emma Roper-Evans, előszó Marianna Birnbaum; Readers International, Columbia–London, 1992
- Kéthly Anna lejáratása. A kommunista állambiztonság eszköztára; Hamvas Intézet–ENP Képviselőcsoport Európai Parlament, Bp.–Bruxelles, 2013
- Továbbélő hálózatok a rendszerváltás tükrében; Hamvas Intézet–ENP Képviselőcsoport Európai Parlament, Bp.–Bruxelles, 2013
- A szív csökönyösei. Zsidó szellemtörténeti írások; Hamvas Intézet, Bp., 2015 (Sziget)
- "Hazájának, Nemzetének hű fiaként". Mentesítési kérelmek 1944-ből; Hamvas Béla Kultúrakutató Intézet, Bp., 2016 (Munkafüzetek. Hamvas Intézet)
- The stubborn at heart. Jewish intellectual history writings (A szív csökönyösei. Zsidó szellemtörténeti írások); angolra ford. Ágnes Simon; Szentkuthy Miklós Alapítvány, Bp., 2016

## Díjai, elismerései
- A Jövő Irodalmáért Díj (1988)
- József Attila-díj (1992)
- A Magyar Érdemrend tisztikeresztje (2018)